# Daniel J. Elazar
Daniel Judah Elazar (25 de agosto de 1934 - 2 de dezembro de 1999) foi um cientista político conhecido por seus estudos seminais da cultura política dos estados dos EUA. Ele foi professor de ciência política na Universidade Bar-Ilan em Israel e na Universidade Temple na Pensilvânia, e diretor do Centro para o Estudo do Federalismo na Universidade Temple e fundador e presidente do Centro de Assuntos Públicos de Jerusalém.

## Teorias políticas
Elazar é autor de um trabalho abrangente de quatro volumes sobre a ideia de aliança chamado The Covenant Tradition in Politics.
- Volume 1: Aliança e Política no Israel Bíblico: Fundamentos Bíblicos e Expressões Judaicas: As alianças da Bíblia são as alianças fundadoras da civilização ocidental. Eles têm suas origens na necessidade de estabelecer relações claras e vinculativas entre Deus e os humanos e entre os humanos, relações que devem ser entendidas como sendo de caráter muito mais político do que teológico, destinadas a estabelecer linhas de autoridade, distribuições de poder, corpos políticos, e sistemas de direito.
- Volume 2: Aliança e Comunidade: Da Separação Cristã através da Reforma Protestante: A história da tradição da aliança no mundo ocidental, ao longo de dois mil anos, sofreu três separações, cada uma das quais estabeleceu uma corrente a sua própria: (1) a separação entre judaísmo e cristianismo; (2) a separação entre o cristianismo e sua ala reformada; e (3) a separação entre pactualistas judeus e cristãos e crentes em um pacto secular.
- Volume 3: Pacto e Constitucionalismo: A Grande Fronteira e a Matriz da Democracia Federal: "A grande fronteira" que começou no final do século XV, por meio da qual a Europa embarcou em uma expansão que fez dos europeus e seus descendentes os governantes do mundo por 500 anos, foi visto como uma grande oportunidade para recomeçar, lançando um movimento inédito de migração e colonização.
- Volume 4: Pacto e Sociedade Civil: A Matriz Constitucional da Democracia Moderna: O estabelecimento de novos mundos por portadores da tradição do pacto na política deu a esses colonos uma oportunidade inigualável de construir sociedades no modelo pactual ou o mais próximo possível dele.

Elazar escreveu extensivamente sobre a tradição da política nas escrituras e no pensamento judaico. Seus trabalhos sobre o assunto incluem: Parentesco e Consentimento: A Tradição Política Judaica e Seus Usos Contemporâneos, Autoridade, Poder e Liderança na Política Judaica: Casos e Questões e Moralidade e Poder: Visões Judaicas Contemporâneas.
- Parentesco e Consentimento: A exploração da tradição política judaica baseia-se no reconhecimento dos judeus como um povo separado, não apenas uma religião ou um conjunto de princípios morais que surgem de uma religião. A exploração da tradição política judaica, então, é uma exploração de como os judeus como um povo conseguiram manter sua política ao longo de séculos de independência, exílio e dispersão, e como eles animaram essa política ao comunicar suas próprias expressões de cultura e modos de comportamento político.
- Autoridade, Poder e Liderança na Política Judaica: Muitos judeus estão descobrindo que se expressam judaicamente através de meios políticos, se é que isso envolve o apoio a Israel ou outras causas que então se tornam causas "judaicas", ou através do trabalho dentro da política e organizações comunais do povo judeu, que cada vez mais são percebidos pelo que são, ou seja, meios de organização do poder.
- Moralidade e Poder: Em setembro de 1988, quando a intifada se aproximava do final de seu primeiro ano, um grupo distinto de líderes acadêmicos e de assuntos públicos em Israel e na diáspora foi convidado a participar de um simpósio sobre os problemas da relação entre moralidade e poder no estadismo contemporâneo.

A tipologia Elazar de envolvimento comunitário judaico é uma tipologia apresentada em Community and Polity: The Organizational Dynamics of American Jewry. Ele categoriza o grau de envolvimento dos judeus americanos na comunidade judaica:
- Judeus integrais compõem 10-13 por cento. Para estes, o judaísmo é um foco central da vida e é passado por gerações. Especificamente, os judeus integrais podem expressar seu judaísmo "através da religião tradicional, nacionalismo étnico ou envolvimento intensivo em assuntos judaicos".[4]
- Os participantes representam 12-15 por cento. Para este grupo, o judaísmo é um "grande interesse vocacional"; eles "participam da vida judaica de maneira regular, mas cujo ritmo de vida segue a sociedade mais ampla". É provável que os participantes frequentem regularmente a sinagoga e se envolvam em diferentes organizações, como a participação na educação de adultos, "angariação de fundos para causas judaicas" ou lobby para Israel.[4]
- Afiliados compõem 30-33 por cento. Estes são "membros de organizações judaicas, mas não particularmente ativos"; eles podem ser "filiados a sinagogas, mas frequentadores irregulares".[4]
- Contribuintes e Consumidores compõem outros 25-33 por cento. Eles "utilizam periodicamente os serviços de organizações judaicas conforme necessário" e mantêm uma identidade judaica, mas permanecem "minimamente associados". Eles podem ocasionalmente contribuir financeiramente para organizações judaicas.[4]
- Periféricos representam 25 por cento. Estes são "reconhecivelmente judeus, mas totalmente alheios à vida judaica"; eles "não têm nenhum desejo particular de usar instituições judaicas ou contribuir para organizações"
- Os repudiadores e os convertidos representam 2-7 por cento. Este grupo inclui aqueles que se converteram a outra religião e que "negam ativamente o judaísmo".

As teorias de Elazar sobre as subculturas políticas nos estados americanos, articuladas em American Federalism, A View From the States têm sido influentes e permanecem relevantes entre os estudiosos da política americana. Elazar argumenta que existem três subculturas políticas dominantes nos estados americanos: moralista (o governo visto como uma instituição igualitária encarregada de buscar o bem comum), tradicionalista (o governo visto uma instituição hierárquica encarregada de proteger um status quo centrado na elite) e individualista (governo visto como uma instituição minimalista encarregada de proteger a funcionalidade do mercado, mas de outra forma não é ativa) A teoria de Elazar ainda é usada rotineiramente como variável em pesquisas acadêmicas e é discutida na maioria dos livros didáticos sobre o governo estadual e local americano.

## Trabalhos publicados
- The American Partnership: Intergovernmental Cooperation in the United States, 1962
- American Federalism: A View from the States. 1966
- The American System: A New View of Government in the United States, ed. por Morton Grodzins, 1966
- Cooperation and Conflict, Readings in American Federalism, Elazar como editor, 1969
- The Politics of American Federalism, editor, 1969
- Cities of the Prairie: The Metropolitan Frontier and American Politics, 1970
- The Politics of Belleville, 1971
- The Ecology of American Political Culture, editor com Joseph Zikmund II, 1975
- Community and Polity: The Organizational Dynamics of American Jewry, 1976
- A Classification System for Libraries of Judaica, com David H. Elazar, 1979
- Self Rule/Shared Rule: Federal Solutions to the Middle East Conflict, editor, 1979
- Federalism and Political Integration, editor, 1979
- Republicanism, Representation and Consent: Views of the Founding Era, editor, 1979
- Kinship and Consent: The Jewish Political Tradition and Its Contemporary Uses, editor, 1981
- Governing Peoples and Territories, editor, 1982
- Judea, Samaria, and Gaza: Views on the Present and Future, editor, 1982
- State Constitutional Design in Federal Systems, editor com Stephen L. Schechter, 1982
- Covenant, Polity and Constitutionalism, editor com John Kincaid, 1983
- Jewish Communities in Frontier Societies, com Peter Medding, 1983
- Kinship and Consent: The Jewish Political Tradition and Its Contemporary Uses, editor, 1983
- From Autonomy to Shared Rule: Options for Judea, Samaria, and Gaza, editor, 1983
- The Balkan Jewish Communities: Yugoslavia, Bulgaria, Greece, and Turkey, com Harriet Pass Friedenrich, Baruch Hazzan, e Adina Weiss Liberies, 1984
- The Jewish Communities of Scandinavia: Sweden, Denmark, Norway and Finland, com Adina Weiss Liberies e Simcha Werner, 1984
- Understanding the Jewish Agency: A Handbook, editor com Alysa M. Dortort, 1984
- The Jewish Polity: Jewish Political Organization From Biblical Times to the Present, com Stuart A. Cohen, 1985
- The Covenant Connection: From Federal Theology to Modern Federalism, editor com John Kincaid, 2000